# Amblypsilopus cilifrons
Amblypsilopus cilifrons är en tvåvingeart som beskrevs av Parents 1937. Amblypsilopus cilifrons ingår i släktet Amblypsilopus och familjen styltflugor. Inga underarter finns listade i Catalogue of Life.